# Muko Buloh
Muko Buloh is een bestuurslaag in het regentschap Pidie Jaya van de provincie Atjeh, Indonesië. Muko Buloh telt 206 inwoners (volkstelling 2010).